# Цыбин, Виталий Иванович
Виталий Иванович Цыбин (15 сентября 1947) — советский футболист, полузащитник; судья, тренер.

## Биография
Воспитанник чеченского футбола. Начинал карьеру в команде Северо-Кавказского военного округа «Луч» Грозный. В 1966—1968 годах был в составе «Терека», за который провёл два матча. 1969 год провёл в клубе класса «Б» «Наримановец» Хорезмская область. В 1970—1971 годах в чемпионате СССР сыграл 62 матча, забил два гола за «Пахтакор» Ташкент. В 1972—1976 годах играл за СКА Ростов-на-Дону. Завершал карьеру в командах низших лиг из Узбекской ССР «Бустон» Джизак (1980), «Хорезм» Янгиарык (1980), «Янгиер» (1981—1982).
Окончил ГЦОЛИФК.
В 1986—1991 работал судьёй в матчах низших лиг.
Был играющим тренером команды Северной группы войск, в 1983 — старший тренер «Янгиера», в 1990 — главный тренер «Горняка» Горняцкий, в 1992 — «Старта» Ейск.
В 2015 году награждён почётным знаком «Футбольная слава Дона».